# Pitons
De Pitons zijn twee vulkanische pluggen en een werelderfgoed in Saint Lucia. The Gros Piton is 786 m, en Petit Piton is 739 m hoog; ze zijn verbonden door de Piton Mitan bergkam.
De Pitons liggen nabij de plaats Soufrière en Choiseul in het zuidwesten van het Caraïbisch eiland.
De vlag van Saint Lucia, die bestaat uit een zwart-goud gelaagde driehoek, symboliseert de Pitons.